# Michail Iwanowitsch Pugowkin

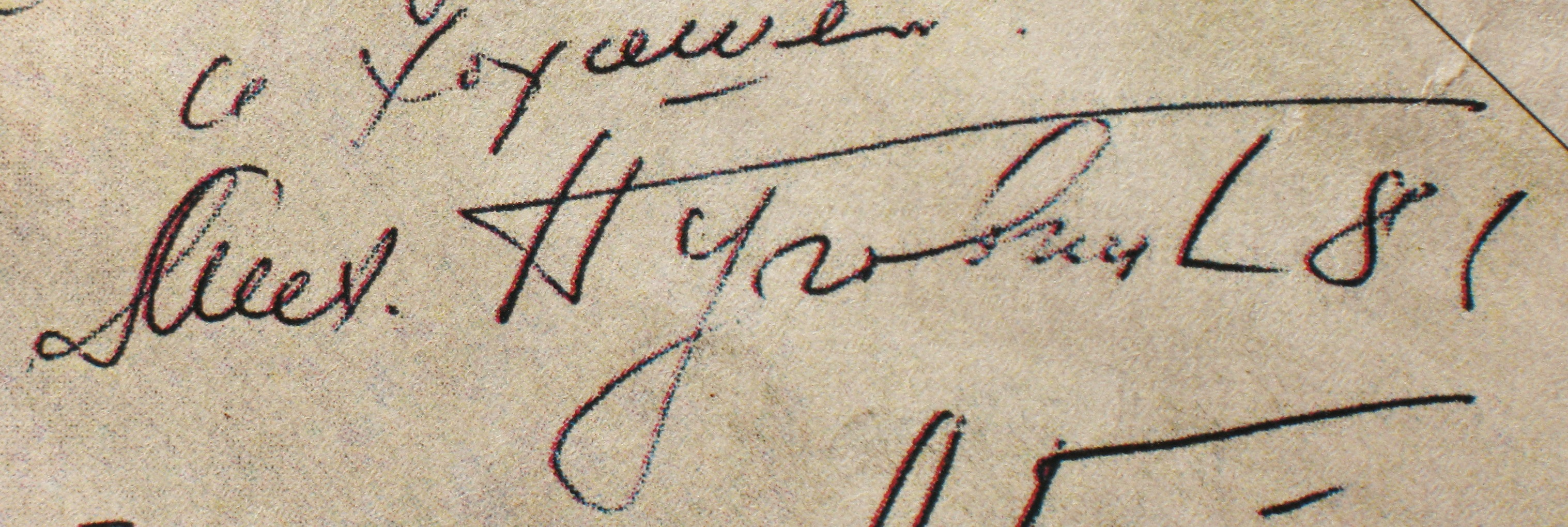
Michail Pugowkins Autogramm auf dem Drehbuch des Films "Sportloto-82". Krim, Sommer 1981.

Michail Iwanowitsch Pugowkin (russisch Михаи́л Ива́нович Пу́говкин, echter Name Pugonkin (Пугонькин); * 13. Juli 1923 in Rameschki, Rajon Tschuchloma; † 25. Juli 2008 in Moskau) war ein sowjetischer und russischer Schauspieler, der 1988 die Auszeichnung Volkskünstler der UdSSR erhielt.

## Leben und Wirken
Michail Pugowkin studierte unter Iwan Moskwin an der Theaterschule des Tschechow-Künstlertheaters Moskau. Im Zweiten Weltkrieg kämpfte er als Freiwilliger in der Roten Armee und wurde an der Front schwer verletzt. Nach seiner Genesung bekam er im Jahre 1943 seine erste Rolle an einem Theater in Moskau und spielte nach Kriegsende im Kinofilm Die Hochzeit nach Anton Tschechow mit. Bis 1959 blieb Pugowkin mit diversen Produktionen in Moskau, Murmansk und Vilnius auf den Theaterbühnen präsent.
Pugowkin wirkte in der Folgezeit in mehr als 70 Filmen mit. Besonders seine Rollen in den Komödien von Leonid Gaidai wie Operation „Y“ und andere Abenteuer Schuriks (1965), Zwölf Stühle (1971) und Iwan Wassiljewitsch wechselt den Beruf (1973) machten ihn zu einem der bekanntesten Schauspieler der Sowjetunion.
2001 spielte er seine letzte Rolle in einer Verfilmung des Märchens von den Bremer Stadtmusikanten, wonach er sich aus dem Filmgeschäft zurückzog.

## Ehrungen
Pugowkin war Träger folgender Titel und Auszeichnungen:
- Verdienter Künstler der RSFSR (26. November 1965)
- Volkskünstler der RSFSR (7. Januar 1977)
- Ehrenzeichen der Sowjetunion (1983)
- Volkskünstler der UdSSR (20. September 1988)
- Verdienstorden für das Vaterland IV. Klasse (14. Januar 2002)
- Orden der Ehre (1. September 2003)
- Schukow-Medaille (2004)
- Verdienstorden III. Klasse (2007)
- Orden des Vaterländischen Krieges II. Klasse
- Medaille „Sieg über Deutschland“
- Medaille „50 Jahre Sieg im Großen Vaterländischen Krieg 1941–1945“
- Medaille „300 Jahre Russische Flotte“
- Medaille „850 Jahre Moskau“
- Medaille „60 Jahre Sieg im Großen Vaterländischen Krieg 1941–1945“
- Medaille „Veteran der Arbeit“
- Medaille „Für Neulandentwicklung“

Er erhielt auch mehrere Filmpreise, darunter 1968 beim III. Allunionsfilmfestival in Leningrad für Hochzeit in Malinowka.
Der 1973 entdeckte Asteroid (4516) Pugovkin trägt seit 1997 seinen Namen. 2005 wurde außerdem in Charkiw eine dem Schauspieler nachgeahmte Statue von Vater Fjodor, den er in Zwölf Stühle spielte, enthüllt.

## Privates
Pugowkin lebte lange Zeit in Jalta auf der Krim, bevor er 1999 nach Moskau zog. Insgesamt war Pugowkin dreimal verheiratet und hat eine Tochter namens Jelena aus seiner ersten Ehe.
Am 25. Juli 2008 starb Pugowkin in seinem Haus in Moskau an den Folgen seiner Diabeteserkrankung. Er wurde auf dem Wagankowoer Friedhof beigesetzt.

## Filmografie (Auswahl)
- 1941: Das Werk der Artamanows (Delo Artamonowych)
- 1944: Kutusow (Kutusow)
- 1953: Schiffe stürmen Bastionen (Korabli shturmujut bastiony)
- 1953: Segel im Sturm (Admiral Uschakow)
- 1953: Der Junge vom Sklavenschiff (Maksimka)
- 1954: Feuertaufe (Schkola muschestwa)
- 1955: Freie Fahrt für Katja (Dobroje utro)
- 1956: Ilja Muromez
- 1956: Wanja, das geht zu weit (Soldat Iwan Browkin)
- 1958: Wanja erobert Neuland (Iwan Browkin na zeline)
- 1958: Feuriges Blut (Oleko Dunditsch)
- 1958: Das Mädchen mit der Gitarre (Dewuschka s gitaroi)
- 1959: Sterne im Mai (Maiskie swjosdy)
- 1961: Ist sie eine Wette wert? (Dewtschata)
- 1963: Der verlorene Sommer (Propalo leto)
- 1963: Der Strafstoß (Schtrafnoi udar)
- 1964: Der erste Tag der Freiheit (Pierwszy dzien wolnosci) (Polen)
- 1965: Operation „Y“ und andere Abenteuer Schuriks (Operazija „Y“ i drugije prikljutschenija Schurika)
- 1965: Bitte, das Beschwerdebuch (Daite schalobnuju knigu)
- 1967: Hochzeit in Malinowka (Swadba w Malinowke)
- 1968: Feuer, Wasser und Posaunen (Ogon, woda i... mednye truby)
- 1970: Die schöne Warwara (Warwara-krasa, dlinnaja kosa)
- 1971: Zwölf Stühle (12 stuljew)
- 1973: Der Hirsch mit dem goldenen Geweih (Zolotye roga)
- 1973: Iwan Wassiljewitsch wechselt den Beruf (Iwan Wasilewitsch menjaet professiju)
- 1975: Finist – Heller Falke (Finist – Jasny sokol)
- 1976: Das kann doch nicht wahr sein! (Ne moschet byt!)
- 1976: Die traurige Nixe (Rusalotschka)
- 1977: Der unbekannte Nachfolger (Nesnakomy naslednik)
- 1982: Der verheiratete Junggeselle (Schenaty cholostjak)
- 1983: Befehl: Lebend fangen (Prikasano wsjat schiwym)
- 1986: Auf der goldenen Treppe saßen… (Na slatom krylze sideli)
- 1987: Der Zirkus ist da (Zirk priechal)
- 1987: Der Wald (Les)
- 2001: Die Bremer Stadtmusikanten (Bremenskie muzykanty)